# Bistum Płock
Das Bistum Płock (lateinisch Dioecesis Plocensis, polnisch Diecezja płocka) ist eine in Polen gelegene Diözese der römisch-katholischen Kirche mit Sitz in Płock.

## Geschichte

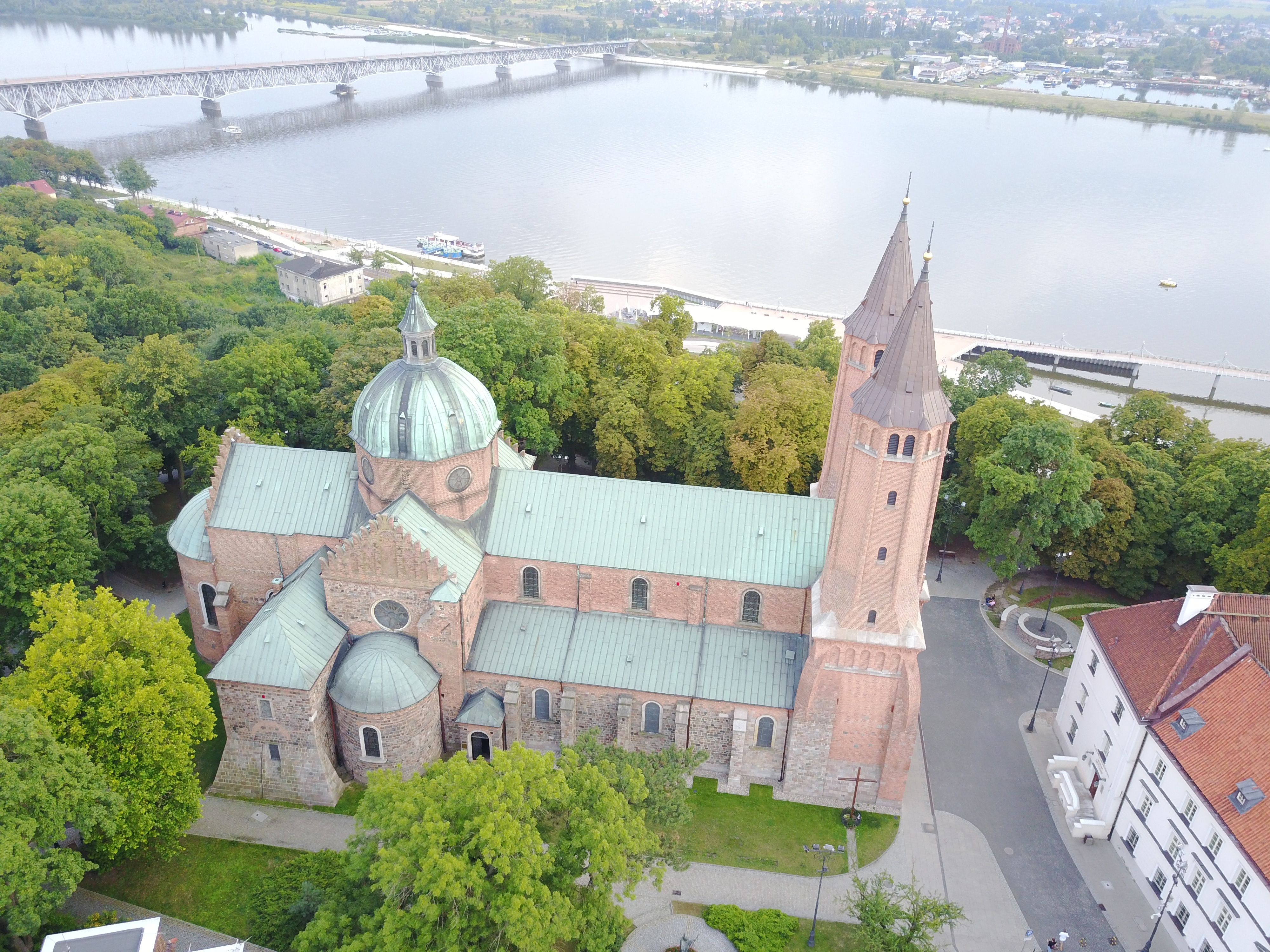
Kathedrale Maria Himmelfahrt, Płock

Das Bistum Płock wurde im Jahre 1075 (Informationen über die Zeit davor sind rein legendarischer Art) errichtet und gehört somit zu den ältesten polnischen Bistümern. Bei der Neustrukturierung der Katholischen Kirche in Polen im Jahr 1992 (Apostolische Konstitution Totus Tuus Poloniae Populus vom 25. März) wurden Teile seines Stiftsgebietes an die neuerrichteten Bistümer Łowicz und Warschau-Praga abgegeben. Der bisherige Płocker Weihbischof Andrzej Wojciech Suski wurde neuer Bischof von Toruń.
Die Kathedrale Mariä Himmelfahrt wurde 1144 konsekriert und 1910 zur Basilica minor erhoben.

## Bischöfe
Zum Bischof wurde am 2. Mai 2007 Piotr Libera, vormals Weihbischof in Kattowitz, ernannt. Seine Inthronisation fand am 31. Mai 2007 statt.
Im Bistum wirkte bis 13. April 2017 weiterhin Roman Marcinkowski (Titularbischof von Bulla Regia, seit 1985) als Weihbischof.

## Dekanate
| - Bielsk - Bodzanów - Ciechanów-Ost - Ciechanów-West - Dobrzyń nad Drwęcą - Dobrzyń nad Wisłą - Dzierzgowo | - Gąbin - Gostynin - Maków Mazowiecki - Mława - Nasielsk - Płock-Ost - Płock-West | - Płońsk - Przasnysz - Pułtusk - Raciąż - Rypin - Serock - Sierpc | - Strzegowo - Tłuchowo - Wyszogród - Zakroczym - Żuromin |

## Bistumspatrone
- Hl. Stanislaus von Krakau  11. April
- Hl. Stanislaus Kostka 13. November / 18. September
- Hl. Andrzej Bobola  16. Mai